# (36734) 2000 RZ54
2000 RZ54 (asteroide 36734) é um asteroide da cintura principal. Possui uma excentricidade de 0.14619310 e uma inclinação de 10.71102º.
Este asteroide foi descoberto no dia 3 de setembro de 2000 por LINEAR em Socorro.